# 引受
引受け（ひきうけ）は、さまざまな意味・場面で用いられる法律用語。概ね、何らかの負担を引き受ける場合に用いられる。

## 債務の引受け
債務の引受け（assumption of obligation）とは、他人（旧債務者）の債務と同一の債務を自らも負担することをいう。狭義には旧債務者が免責される場合を指し（免責的債務引受け）、広義には旧債務者が免責されない場合（重畳的債務引受け）も含む。これを行う者を引受人という。

## 委託の引受け
委託（委任または準委任）を受ける場合にも、引受けの語を用いることがある。具体例としては、販売委託の引受け、代理の引受け、取次ぎの引受け、履行引受けがある。

## 寄託の引受け
寄託の引受けとは、寄託を受けて受寄者となることをいう。

## 株式や公社債などの引受け
私法上、株式その他の出資、新株予約権、公社債などの引受け（subscription）とは、これらの発行（自己株式の売却を含む）に際して発行者に対して払込みを行うことでこれらを取得しようとすることをいう。なお、相互会社の基金の引受けについては、基金の拠出を行おうとすることをいう。これらを行う者を引受人（subscriber）という。

## 有価証券の引受け
証券規制法上、有価証券の引受け（securities underwriting）とは、概ね、有価証券の発行・売却に際して、第三者が募残リスクを引き受ける行為をいう。これを行う者を引受人（underwriter）という。
日本の現行法上は、有価証券の募集もしくは売出しまたは私募もしくは特定投資家向け売付け勧誘等に際し、以下のいずれかを行うことをいう（金融商品取引法第2条第8項6号）。
- 当該有価証券を取得させることを目的として当該有価証券の全部または一部を取得すること。（買取引受け）
- 当該有価証券の全部または一部につき他にこれを取得する者がない場合にその残部を取得することを内容とする契約をすること。（残額引受け）
- 当該有価証券が新株予約権証券（新株予約権付社債券、外国の者の発行する証券または証書で新株予約権証券または新株予約権付社債券の性質を有するもの、新投資口予約権証券および外国投資証券で新投資口予約権証券に類する証券を含む。以下この号において同じ。）である場合において、当該新株予約権証券を取得した者が当該新株予約権証券の全部又は一部につき新株予約権（外国の者に対する権利で新株予約権の性質を有するもの、新投資口予約権、外国投資法人に対する権利で新投資口予約権の性質を有するものを含む。以下この号において同じ。）を行使しないときに当該行使しない新株予約権に係る新株予約権証券を取得して自己又は第三者が当該新株予約権を行使することを内容とする契約をすること。 （ライツ・オファリングに伴う引受け）

発行者・所有者から直接に引き受ける元引受けと他の引受人から引き受ける下引受けに分類される。
引受業務を行うことができるのは、金融商品取引業者（第一種金融商品取引業を行う者に限る。）または登録金融機関（公共債などに限る。）に限られている。

## 保険の引受け
保険の引受け（insurance underwriting）または保険契約の引受けとは、保険契約を締結し保険者となることをいう。
日本法上、一定の保険の引受けを行う事業は「保険業」として、保険会社などの一定の者でなければ行うことができない（保険業法3条）。

## 信託の引受け
信託の引受け（acceptance of a trust）とは、信託を受けて受託者となることをいう。
日本の信託法上の信託の引受けは、信託契約の締結により、または信託遺言の場合には信託遺言による指定に応じるかもしくは裁判所による選任を受けることによって行われる。日本法上、信託の引受けを営業として行う場合には、原則として、信託会社、外国信託業者または兼営信託金融機関でなければならない（信託業法3条、53条1項、54条1項、金融機関の信託業務の兼営等に関する法律1条）。

## 手形の引受け
手形の引受け（acceptance of a bill）とは、為替手形の支払人として手形金額の支払義務を負担する手形行為をいう。これを行う者を「引受人」（acceptor）という。

## 危険の引受け
危険の引受け（assumption of risk）とは、刑法および不法行為法において、被害者が加害者の行為によって発生する危険を引き受けていることをいう。この場合、加害者の当該行為は犯罪または不法行為とされない。

## 訴訟引受け
訴訟引受けとは、民事訴訟において、訴訟の目的である権利または義務を承継した者が、訴訟当事者の地位を引き継ぐことをいう。